# 이서현 (1973년)
이서현(李敍顯, 1973년 9월 20일~)은 대한민국의 기업인이다. 이병철 전 삼성 창업자의 손녀이자, 김성수 전 부통령의 증손자 김재열의 아내이다. 2013년 12월 2일에 제일모직 패션부문 경영기획담당 사장으로 승진했고, 이후 삼성물산 패션부문 경영기획담당 사장과 제일기획 경영전략담당 사장을 겸직하다가, 2015년 12월 1일 삼성물산 패션부문장 사장을 맡아 패션부문 사업을 총괄하게 되었다.

## 학력
- 경기초등학교 졸업
- 예원학교 졸업
- 서울예술고등학교 졸업
- 파슨스 디자인 스쿨 패션디자인학 학사

## 경력

### 삼성
- 2002년~2005년 1월: 제일모직 패션연구소 부장
- 2005년 1월~2009년 12월: 제일모직 패션부문 기획담당 상무보
- 2009년 12월~2010년 12월: 제일모직 전무 겸 제일기획 기획담당 전무
- 2010년 12월~2013년 12월: 제일모직 패션부문 기획담당 부사장 겸 제일기획 부사장
- 2013년 12월~2014년 7월: 삼성에버랜드 패션부문 경영기획담당 사장 겸 제일기획 경영전략부문장
- 2014년 7월~2015년 8월: 제일모직 패션부문 경영기획담당 사장 겸 제일기획 경영전략부문장
- 2015년 9월~2015년 12월: 삼성물산 패션부문 경영기획담당 사장 겸 제일기획 경영전략담당 사장
- 2015년 12월~2018년 12월: 삼성물산 패션부문장 사장
- 2019년 1월~: 삼성복지재단 이사장 겸 리움미술관 운영위원장
- 2022년 8월~2023년 12월: 삼성글로벌리서치 CSR연구실 고문
- 2024년 4월~: 삼성물산 전략기획담당 사장

### 타경력
- 2010년 2월: 미국패션디자이너협회 위원

## 가족 관계
- 할아버지: 이병철(1910~1987)
- 할머니: 박두을(1907~2000)
  - 아버지: 이건희(1942~2020)
  - 어머니: 홍라희(1945~)
    - 오빠: 이재용(1968~)
      - 조카: 이지호(2000~)
      - 조카: 이원주(2004~)

    - 배우자: 김재열(1968~)
      - 장녀: 김지이(2001~)
      - 차녀: 김지수(2003~)
      - 3녀: 김지후(2006~)
      - 장남: 김성준(2007~)

    - 언니: 이부진(1970~)
    - 전형부: 임우재(1968년~)
      - 조카: 임동현(2007~)

    - 동생: 이윤형(1979~2005)